# Robert A. Dahl
Robert Alan Dahl, född 17 december 1915 i Inwood, Iowa, död 5 februari 2014 i Hamden, Connecticut, var en amerikansk statsvetare, professor vid Yale University.

## Biografi
Dahl föddes Inwood, Iowa men växte upp i Skagway, Alaska. Hans farfar Iver Pedersen Dal invandrade till USA 1865 från gården Dal Vestre vid Snåsavatnet utanför Steinkjer. Robert Dahl var medveten om sina norska rötter hela livet och besökte släkthemmet flera gånger.
Som ung arbetade Dahl som lösarbetare på järnvägen i Skagway. Denna långvariga kontakt med lokalbefolkningen blev avgörande för hans politiska attityder och forskningsintressen.
Han tog sin grundexamen från University of Washington 1936 och sin doktorsexamen från Yale University 1940. Mellan 1938 och 1940 var han medlem av Socialist Party of America.
Efter att ha tagit sin doktorsexamen arbetade Dahl i regeringen i Washington DC och anmälde sig sedan frivilligt till en period i amerikanska armén. Han tjänstgjorde i Europa under Andra världskriget, var ledare för en liten spaningspluton i ett infanteriregemente och fick en Bronze Star. Han ledde en pluton som deltog i en stor offensiv i november 1944.
Efter andra världskriget återvände Dahl till Yale 1946, där han erbjöds en tillfällig tjänst som lärare i amerikansk statsvetenskap. Tjänsten blev permanent och Dahl stannade vid Yale hela sin karriär, fram till sin pensionering 1986. Han var Eugene Meyer professor i statsvetenskap 1955 till 1964 och Sterling professor 1964 till 1986. Han var även institutionsordförande 1957 till 1962.
Dahl hamnade i centrum för den statsvetenskapliga debatten och i polemik med bland annat sociologen C. Wright Mills efter publiceringen 1961 av sitt banbrytande verk Who Governs? Democracy and Power in an American City, där han kartlägger vem som har den egentliga makten i New Haven. Dahl anser sig visa att det inte finns en urskiljbar elit utan att makten ligger hos flera olika, ibland i samarbete och ibland i strid med varandra (jämför polyarki och elitteori).
Dahl tjänstgjorde som ordförande för American Political Science Association 1966–1967.
Dahl var gift med Mary Bartlett fram till hennes bortgång 1970, och sedan med Ann Sale, en presbyterian.

## Eftermäle
Även om Who Governs? idag möter flera invändningar om att ha missat flera faktorer (bland annat könsstrukturer) har verket fortfarande en viktig plats inom statsvetenskapen och Dahl har blivit en nyckelfigur för den realistiska skolan inom statsvetenskapen. Dahls syn på den moderna demokratin är delvis en fortsättning på Max Webers tankar. Till Dahls senare verk märks How Democratic Is the American Constitution? med ett mer pessimistiskt synsätt.
Dahl har även haft stort inflytande i den normativa demokratiteoretiska debatten och kan anses som en av pluralismens (den pluralistiska demokratins) främsta förespråkare. Dahls demokratidefinition betonar vikten av politisk jämlikhet och tar del i debatten kring demokratisk inklusion.

## Utmärkelser
Under sin karriär fick Dahl prestigefyllda pris och utmärkelser:
- 1950 Guggenheimstipendiet
- 1955–1956 Fellow vid Center for Advanced Study in the Behavioral Sciences
- 1960 American Academy of Arts and Sciences
- 1962 Dahls bok Vem styr? tilldelades 1962 års Woodrow Wilson Foundation Book Award.
- 1967 Fellow vid Center for Advanced Study in the Behavioral Sciences
- 1972 National Academy of Sciences
- 1978 Guggenheimstipendiet
- 1990 Dahls verk Democracy and Its Critics (1989) vann Woodrow Wilson Foundation Book Award.
- 1995 Dahl var den första mottagaren av Skytteanska priset i statsvetenskap.[18]
- 2016 Robert A. Dahl Award instiftades för att hedra Dr. Robert Dahl av American Political Science Association 2016.
- American Philosophical Society
- British Academy (som motsvarande stipendiat).